# Eredivisie (vrouwenhandbal) 1980/81
De Eredivisie is de hoogste afdeling van het Nederlandse handbal bij de vrouwen op landelijk niveau. In het seizoen 1980/1981 werd Duijvestein/Hellas landskampioen. HMS en Loreal degradeerden naar de Eerste divisie.
Door de fusie tussen Sittardia en DVO werd het team van Sittardia vervangen door Sittardia/DVO.

## Teams
| Club                          | Plaats     | Provincie     | Trainer          | Hal                     |
| ----------------------------- | ---------- | ------------- | ---------------- | ----------------------- |
| Duyvestein Wintersport/Hellas | Den Haag   | Zuid-Holland  | Maja van Kapel   | Sporthal Vliegermolen   |
| Staedtler/HMS                 | Utrecht    | Utrecht       | Thea Jongerius   | Sporthal Zuilen         |
| Loreal                        | Venlo      | Limburg       | Pierre Geurts    | Craneveld               |
| AMC/Niloc                     | Amsterdam  | Noord-Holland | Erik van der Wel | Sporthallen Zuid        |
| Van der Voort Quintus         | Kwintsheul | Zuid-Holland  | Willem Jansen    | Van der Voorthal        |
| Trajectum ad Mosam            | Maastricht | Limburg       | Huub Coorens     | Sporthal De Geusselt    |
| Entius/SEW                    | Nibbixwoud | Noord-Holland | Jan Koopen       | Dporthal 'Span          |
| Sittardia/DVO                 | Sittard    | Limburg       | Theo Smit        | Stadssporthal           |
| Swift Roermond                | Roermond   | Limburg       | Jo Gerris        | Sporthal Koninginnelaan |
| Vlugheid en Kracht            | Groningen  | Groningen     | Martin Woudstra  | Sporthal Vinkhuizen     |

## Stand
| Pos | Club                          | Wed | W  | G | V  | Ptn | DV  | DT  | +/− | Opmerking                      |
| --- | ----------------------------- | --- | -- | - | -- | --- | --- | --- | --- | ------------------------------ |
| 1   | Duyvestein Wintersport/Hellas | 18  | 15 | 2 | 1  | 32  | 261 | 186 | 75  | Landskampioen                  |
| 2   | Swift Roermond                | 19  | 13 | 3 | 3  | 29  | 216 | 169 | +47 |                                |
| 3   | AMC/Niloc                     | 19  | 12 | 3 | 4  | 27  | 206 | 169 | +37 |                                |
| 4   | Entius/SEW                    | 18  | 10 | 6 | 2  | 26  | 174 | 142 | +32 |                                |
| 5   | Vlugheid en Kracht            | 18  | 10 | 4 | 4  | 24  | 206 | 181 | +25 |                                |
| 6   | Van der Voort Quintus         | 18  | 6  | 2 | 10 | 14  | 173 | 180 | −7  |                                |
| 7   | Sittardia/DVO                 | 18  | 5  | 2 | 11 | 12  | 170 | 201 | −31 |                                |
| 8   | Trajectum ad Mosam            | 18  | 4  | 1 | 13 | 9   | 168 | 213 | −45 |                                |
| 9   | Staedtler/HMS                 | 18  | 2  | 1 | 15 | 5   | 151 | 218 | −67 | Degradatie naar eerste divisie |
| 10  | Loreal                        | 18  | 2  | 0 | 16 | 4   | 149 | 215 | −66 | Degradatie naar eerste divisie |

## Handbalster van het jaar
| Pos | Naam              | Club                          | Totaal |   |                        |                               |    |
| --- | ----------------- | ----------------------------- | ------ | - | ---------------------- | ----------------------------- | -- |
| Pos | Naam              | Club                          | Totaal | 1 | Diane Niemantsverdriet | Duyvestein Wintersport/Hellas | 60 |
| 2   | Marjo Smeets      | Swift Roermond                | 24     |   |                        |                               |    |
| 3   | Nel Martens       | PSV                           | 14     |   |                        |                               |    |
| 4   | Ingrid van Koppen | Duyvestein Wintersport/Hellas | 5      |   |                        |                               |    |
| 4   | Marjo Weel        | Entius/SEW                    | 5      |   |                        |                               |    |